# Harold Garfinkel

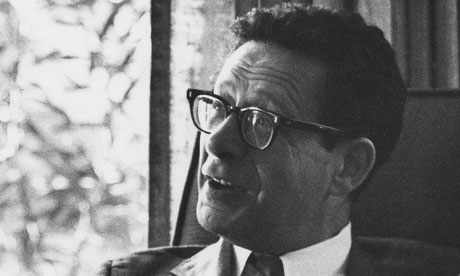
Harold Garfinkel

Harold Garfinkel (* 29. Oktober 1917 in Newark, New Jersey; † 21. April 2011 in Los Angeles, Kalifornien) war ein US-amerikanischer Soziologe. Er begründete die Ethnomethodologie.

## Leben
Garfinkel wurde 1952 Schüler, dann Doktorand und später Assistent von Talcott Parsons an der Harvard University und hat bei den Phänomenologen Aron Gurwitsch und Alfred Schütz studiert. Später wurde er Professor für Soziologie an der University of California, Los Angeles. Als Emeritus hielt er nur noch selten Vorlesungen, nahm aber weiter an internationalen Konferenzen teil. 1988 verlieh ihm die Universität Nottingham die Ehrendoktorwürde.

## Werk
Bereits mit der Dissertation setzte sich Garfinkel deutlich von der Schule der Handlungs- und Systemtheorie seines Lehrers Parsons ab. Garfinkel ist Begründer der Ethnomethodologie, in der er Teile des methodischen Programms von Alfred Schütz empirisch umgesetzt hat. Dieser beschäftigte sich mit der Frage, wie Menschen sich in den sozialen Strukturen der alltäglichen Lebenswelt wechselseitig orientieren und nach dem ihnen selbstverständlich scheinenden Alltagswissen handeln. Der Beitrag von Garfinkel besteht vor allem darin, selbstverständlich und vertraut erscheinendes Verhalten im Detail untersuchbar und soziologischer Forschung zugänglich gemacht zu haben. Zu diesem Zweck inszenierte er unter anderem so genannte Krisenexperimente (breaching procedures), in denen bewusst mit den Regeln der alltäglichen Interaktion gebrochen wird. Im Gegensatz zu einem Interesse an über- oder außerindividuellen Strukturen lag Garfinkels zentrales Forschungsinteresse in der ständigen (Re-)Konstruktion der Regeln des Alltagslebens durch die Mitglieder eines sozialen Zusammenhangs selbst – also nicht in der Rekonstruktion der Regeln durch einen externen Beobachter.
Garfinkel ist Verfasser des Standardwerks Studies in Ethnomethodology von 1967, hat aber auch einige Kurzgeschichten verfasst (z. B. Colour Trouble von 1941).

## Werkauswahl
- Studies in Ethnomethodology. Prentice Hall, Englewood Cliffs/N.J. 1967.
- The Work of a Discovering Science Construed with Materials from the Optically Discovered Pulsar (mit Michael Lynch und Eric Livingston). In: Philosophy of the Social Sciences. Band 11, Nr. 2, 1981, ISSN 0048-3931, doi:10.1177/004839318101100202, S. 131–158.
- Respecification: Evidence for the locally produced order*, logic*, reason*, meaning*, method*, etc. in and of the essentially haecceity of immortal ordinary society. In: Graham Button (Hrsg.): Ethnomethodology and the human sciences. Cambridge University Press, Cambridge / New York 1991, ISBN 0-521-38952-6, S. 10–19.
- Ethnomethodology’s Program: Working Out Durkheim’s Aphorism. Rowman & Littlefield Publishers, Lanham/MD 2002, ISBN 0-7425-1642-3.
- Seeing Sociologically: The Routine Grounds of Social Action (mit Anne Warfield Rawls). Paradigm Publishers, Boulder/CO 2006, ISBN 1-59451-093-8.
- Studien zur Ethnomethodologie. Campus, Frankfurt/New York 2020, ISBN 978-3-593-50739-2.